# サウンド・オブ・サイレンス
「サウンド・オブ・サイレンス」（原題はThe Sound of Silence、またはThe Sounds of Silence）は、サイモン&ガーファンクルの楽曲。オリジナルは1964年に発表されたデビュー・アルバム『水曜の朝、午前3時』に収録された。1965年、バンドによる伴奏がオーバー・ダビングされたバージョンが1966年にビルボード誌で2週に渡って週間ランキング第1位を獲得。ビルボード誌1966年年間ランキングは第25位。 1967年のアメリカ映画『卒業』の挿入曲に使用された。
ローリング・ストーンの選ぶオールタイム・グレイテスト・ソング500（2010年版）では157位にランクされている。2012年には「文化的、歴史的、美術的に重要」であるとして、アメリカ議会図書館の国立録音登録簿に登録された。

## 経歴

### オリジナル
1964年10月にコロムビア・レコードから発表されたデビュー・アルバム『水曜の朝、午前3時』に収録された。このオリジナルの伴奏はアコースティック・ギターのみだった。同アルバムは全く売れず、デュオは活動を停止し、作者のポール・サイモンは単身渡英してクラブ・サーキットの活動を再開した。
ボストンのWBZ局の深夜番組にディック・サマーというDJがいた。サマーは学生時代に英文学を専攻しており、同曲の「預言者の言葉は地下鉄の壁やアパートの廊下に記されている」というくだりが気に入って自分の番組で放送した。するとすぐさまボストンとその周辺の大学生たちからリクエストが押し寄せた。とくにハーバードやタフツ大学の学生の間で人気に火が付き、彼等が春休みに訪れたフロリダのココアビーチでもひっきりなしにラジオでかかるようになった。やがてこのことがコロムビア・レコードの本部を動かし、同曲をシングルとして発売する話が持ち上がる。

### トム・ウィルソンによるリミックス
シングル発表に際して、『水曜の朝、午前3時』を手掛けたプロデューサーのトム・ウィルソンによってエレクトリック・セクションのオーバーダビングがなされた。この録音作業は、当時解散同然の状態だったサイモン&ガーファンクルには一切告げられずに行われた。その経緯については以下の2つの説が存在する。
- 1965年6月15日録音説。この日、ウィルソンはボブ・ディランの新しいアルバムのためのレコーディングを開始した。「悲しみは果てしなく」を録音し、「ライク・ア・ローリング・ストーン」のリハーサルをした[9]。レコーディング終了後、ウィルソンは集められたミュージシャンのうちドラマーのボビー・グレッグとギタリストのアル・ゴーゴニの二人に残るよう声をかけた。そしてギタリストのヴィニー・ベル、ベーシストのボブ・ブッシュネルとともに「サウンド・オブ・サイレンス」のオーバーダビングを行った[10]。オリジナルの音源はテンポが一定でなかったため、ミュージシャンたちは元の音に合わせて演奏するのに苦労した。エンジニアのロイ・ハリーはリミックスの際にバーズのサウンドの特徴だった深いエコーをかけた[11]。

- 1965年7月22日録音説。同年7月にディランはコロムビアにウィルソンとはもう組みたくないと通告した。ウィルソンは会社が自分の側に立とうとしなかったことで傷つくが、レーベルを辞める算段を始めた。そしてコロムビアを離れる前に彼は会社に自分の価値を思い知らせておきたいと考えた。7月半ば、マイアミで開かれたコロムビアの年次総会のパーティーで宣伝マンの一人がウィルソンに、「サウンド・オブ・サイレンス」のリクエストがココアビーチのラジオ局に殺到しているという話をした。彼は6月26日に全米1位を獲得したばかりバーズの「ミスター・タンブリン・マン」の12弦エレキギターの音が気に入っていた。そこで妙案が浮かぶ。「サウンド・オブ・サイレンス」にも、「フォークロック」と新たに命名されたサウンドの「ジャカジャカ」した感じを付け加えることが可能ではないか？　7月22日の午後、ウィルソンはアル・ゴーゴニ（ギター）、ヴィニー・ベル（ギター）、ジョー・マック（ベース）、バディ・サルツマン（ドラムズ）とともにコロムビアのスタジオAに入った。ウィルソンは12弦エレキギターのアイデアを捨て、6弦のエレキギターを2本重ねることとした。エンジニアのロイ・ハリーは最後のミックスでギターのフレーズをうまくブレンドさせ、12弦ギターのような音に仕立て上げた[7]。

### 全米1位を記録
同年9月13日、シングルとして発売。B面には同年4月に録音されていた「はりきってゆこう（We've Got a Groovy Thing Goin'）」が収録された。ビルボード・Hot 100では、11月21日の週に58位を記録。サイモンはヨーロッパのツアーからロンドンに戻ると、ニューヨークのアート・ガーファンクルからの電話でコロムビア・レコ―ドからの帰国要請を告げられる。同シングルの成功を受けて、彼は12月8日に滞在先のロンドンからエア・インディアの帰国便に搭乗し、帰国後にガーファンクルと共にサイモン&ガーファンクルとしての活動を再開させた。同曲は、ついに1966年1月1日と1月22日には、それぞれチャートの1位を記録し、彼等の最も知られた楽曲の一つになった。
本シングル・バージョンは、1966年1月17日に発表されたセカンド・アルバム『サウンド・オブ・サイレンス』に収録された。その後、映画『卒業』のサウンドトラック・アルバム『卒業-オリジナル・サウンドトラック』（1968年）にも再収録された。
1965年8月に発売されたサイモンのソロ・アルバム『ポール・サイモン・ソングブック』には、彼のソロ・バージョンが収録されている。

## 日本での発売
日本では、1966年6月15日に日本コロムビア（CBSレーベル）から発売されたのが最初。「孤独な世界」という日本語タイトルも検討され、『ミュージック・ライフ』誌の1966年3月号でも同タイトルで紹介されたが、最終的に原題の片仮名表記で発売された。
『卒業』公開に際し、1968年6月に日本コロムビアから再発売されたが、B面は、当時本国アメリカでシングル・ヒットしていた「ミセス・ロビンソン」に差し替えられた。しかし再発売から2か月後の同年8月21日にサイモン&ガーファンクルの作品の日本での発売権が新しく設立されたCBS・ソニーレコード（現：ソニー・ミュージックレーベルズ）に移り、同社の第1回新譜(レコード番号SONG 80002。ちなみにSONG 80001はアンディ・ウィリアムスの『スカボロー・フェア』である)として再々発売された。
オリコン・シングルチャートでは1位～10位のすべてにランクされるという記録を達成した。オリコンシングルチャートの6位に初登場。8位→5位→4位→2位にランクされ、9週目に1位を獲得する。その後は3位→7位→10位→9位にもランクされ、1位～10位のすべてにランクされるというオリコン初の記録が生まれた。この記録は1975年に細川たかし「心のこり」も達成している。なお、SMAP「世界に一つだけの花」（2003年3月5日発売）も2016年2月8日付シングルチャートにて3位にランクされ、この記録を達成した。
文化放送『ユア・ヒット・パレード』でも1968年度の年間1位を記録した。

## チャート
| チャート（1965~1966年）       | 最高順位 |
| ----------------------------- | -------- |
| アメリカ（Billboard Hot 100） | 1        |
| 日本（オリコンチャート）      | 1        |

## カバー・バージョン
- ダニー飯田とパラダイス・キング - 1966年のシングル。日本語詞。タイトルは「孤独の世界」。
- マリー・ラフォレ - 1966年のEP。フランス語詞。タイトルは「La voix du silence」。
- リチャード・アンソニー - 1966年のアルバム『Richard Anthony』に収録。フランス語詞。タイトルは「La voix du silence」。
- カーメン・マクレエ - 1968年のアルバム『The Sound of Silence』に収録。
- ザ・レンジャーズ - 1968年のシングル「ミセス・ロビンソン」に収録。日本語詞。訳詞：星加ルミ子、編曲：井上忠也。
- キム・ウェストン - 1970年のアルバム『Big Brass Four Poster』に収録。
- ピーチズ&ハーブ - 1971年のシングル。
- アンニ＝フリッド・リングスタッド - 1971年のアルバム『Frida』に収録。スウェーデン語詞。タイトルは「En Ton Av Tystnad」。
- ジェラール・ルノルマン - 1981年のアルバム『D'amour』に収録。フランス語詞。タイトルは「Chanson d'innocence」。
- ホセ・フェリシアーノ - 1983年のアルバム『Me enamoré』に収録。スペイン語詞。タイトルは「Los sonidos del silencio」。
- 山口勝平 - 1998年のアルバム『サウンド・オブ・サイレンス』に収録。日本語詞。
- ブランディ・カーライル - 2011年のライブ・アルバム『Live at Benaroya Hall with the Seattle Symphony』に収録。
- クミコ - 2012年のアルバム『アロング・ザ・ソングス〜この歌と歩いてきた〜』に収録。日本語詞。
- ディスターブド - 2015年のアルバム『イモータライズド』に収録。同バージョンは、米ビルボードのHard Rock Digital SongsとMainstream Rockで1位を獲得しており、バンドの公式YouTubeチャンネルに投稿されたミュージック・ビデオは10億回再生（2024年5月22日時点）を突破している[14]。
- ペンタトニックス - 2019年2月15日に自グループの公式YouTubeチャンネルにて公開[15]。